# Charles Nelson Clark

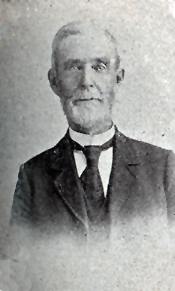
Charles Nelson Clark

Charles Nelson Clark (* 21. August 1827 im Cortland County, New York; † 4. Oktober 1902 in Hannibal, Missouri) war ein US-amerikanischer Politiker. Zwischen 1895 und 1897 vertrat er den Bundesstaat Missouri im US-Repräsentantenhaus.

## Werdegang
Charles Clark besuchte das Hamilton College in Clinton. Im Jahr 1859 zog er nach Illinois. Beim Ausbruch des Bürgerkrieges stellte er eine Kavallerieeinheit auf, mit der er im Heer der Union diente. Im Jahr 1863 verlor Clark seinen linken Arm und musste den Militärdienst quittieren. Im April 1865 ließ er sich in Hannibal (Missouri) nieder. Er war an dem Land des ursprünglichen Laufs des Mississippi River interessiert und machte es für die Landwirtschaft nutzbar.
Politisch gehörte Clark der Republikanischen Partei an. Bei den Kongresswahlen des Jahres 1894 wurde er im ersten Wahlbezirk von Missouri in das US-Repräsentantenhaus in Washington, D.C. gewählt, wo er am 4. März 1895 die Nachfolge des Demokraten William H. Hatch antrat. Bis zum 3. März 1897 konnte er eine Legislaturperiode im Kongress absolvieren. Nach seinem Ausscheiden aus dem US-Repräsentantenhaus arbeitete Charles Clark wieder in der Landwirtschaft. Er starb am 4. Oktober 1902 in Hannibal.